# Nepenthes diatas
Nepenthes diatas Jebb & Cheek, 1997 è una pianta carnivora della famiglia Nepenthaceae, endemica di Sumatra, dove cresce a 2400–2900 m.